# Cooperstown (Dakota du Nord)
Pour les articles homonymes, voir Cooperstown.
La ville de Cooperstown est le siège du comté de Griggs, dans l’État du Dakota du Nord, aux États-Unis. Sa population, qui s’élevait à 984 habitants lors du recensement de 2010, est estimée à 903 habitants en 2019.

## Histoire
Cooperstown a été fondée en 1882 et incorporée en 1906 en tant que city. Elle a été nommée en hommage à Rollin C. Cooper, qui a fondé et organisé la localité.

## Démographie
| Groupe            | Cooperstown | Dakota du Nord | États-Unis |
| ----------------- | ----------- | -------------- | ---------- |
| Blancs            | 99,2        | 90,0           | 72,4       |
| Autres            | 0,8         | 10,            | 27,6       |
| Total             | 100         | 100            | 100        |
|                   |             |                |            |
| Latino-Américains | 0,3         | 2,0            | 16,7       |

Selon l’American Community Survey, pour la période 2011-2015, 97,94 % de la population âgée de plus de 5 ans déclare parler l’anglais à la maison, 0,79 % déclare parler le norvégien et 1,28 % une autre langue.
| 1890 | 1900 | 1910  | 1920  | 1930  | 1940  |
| ---- | ---- | ----- | ----- | ----- | ----- |
| 368  | 648  | 1 019 | 1 112 | 1 053 | 1 077 |

| 1950  | 1960  | 1970  | 1980  | 1990  | 2000  |
| ----- | ----- | ----- | ----- | ----- | ----- |
| 1 189 | 1 424 | 1 485 | 1 308 | 1 247 | 1 053 |

| 2010 | - | - | - | - | - |
| ---- | - | - | - | - | - |
| 984  | - | - | - | - | - |

## Musée
Coperstown abrite le Griggs County Historical Museum.

## Climat
Selon la classification de Köppen, Cooperstown a un climat continental humide, abrégé Dfb.

## Galerie photographique

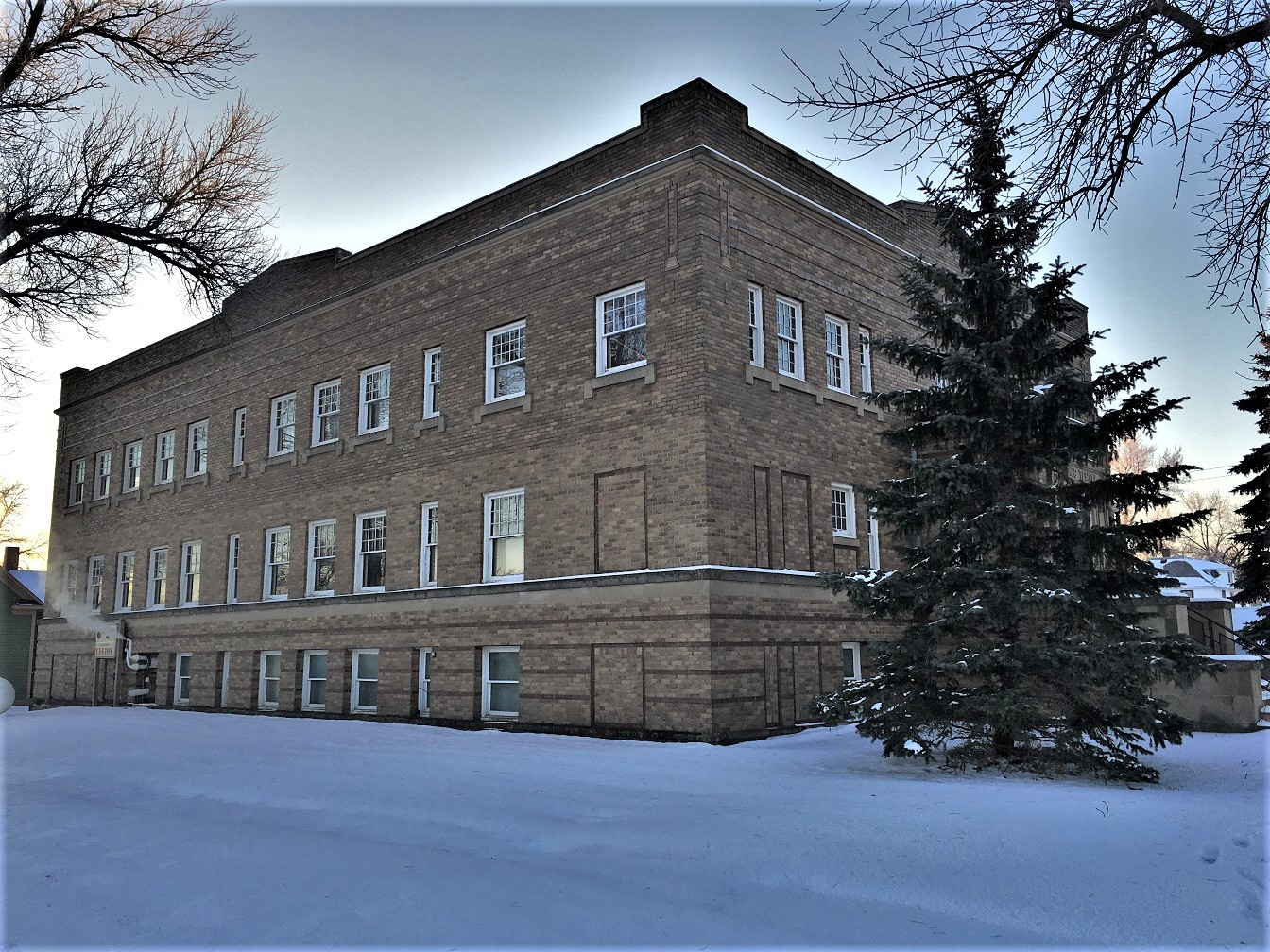
La loge maçonnique Northern Lights
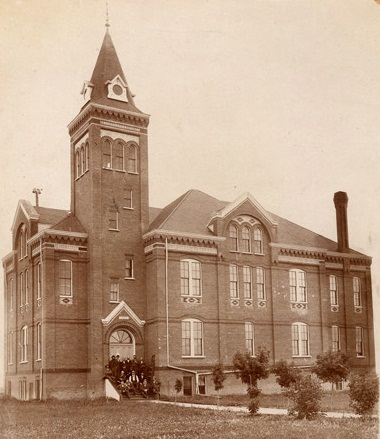
La cour de justice du comté c. 1892